# Johann Nestroy

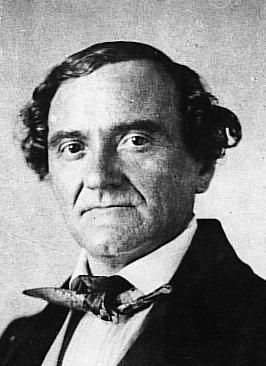

Johann Nepomuk Eduard Ambrosius Nestroy (Viena, 7 de diciembre de 1801 - Graz, 25 de mayo de 1862) fue un cantante de ópera, actor y, principalmente, un dramaturgo austriaco.

## Vida
Nacido en Viena, tuvo una carrera como cantante de ópera en varias ciudades europeas desde 1822 hasta 1831. Después, Nestroy regresó a su Viena natal y emprendió la tarea de escribir y actuar. Esta combinación de carreras hizo que se llamara a Nestroy el «Shakespeare austriaco».
La carrera de Nestroy como dramaturgo tuvo un éxito inmediato: su obra del año 1833 Lumpacivagabundus fue un gran éxito. Pronto se convirtió en una figura líder en la cultura y sociedad austriacas. Nestroy sucedió a Ferdinand Raimund como el principal actor-dramaturgo de la escena comercial vienesa, a menudo llamada el Volkstheater vienés. 
Mientras Raimund se concentró en fantasías románticas y mágicas, Nestroy usó la comedia para la parodia y la crítica. Trabajando al mismo tiempo que el ministro conservador Clemens Metternich, tenía que diseñar cuidadosamente sus obras para eludir la estricta censura que existía entonces. Su interés en el juego de palabras fue legendario, y con frecuencia sus personajes mezclan el habla vienesa con intentos infructuosos de un discurso más «educado». La música desempeñó un importante papel en su trabajo, con canciones que hablaban sobre el tema o ayudaban con la trama. 
Murió en Graz, Austria.

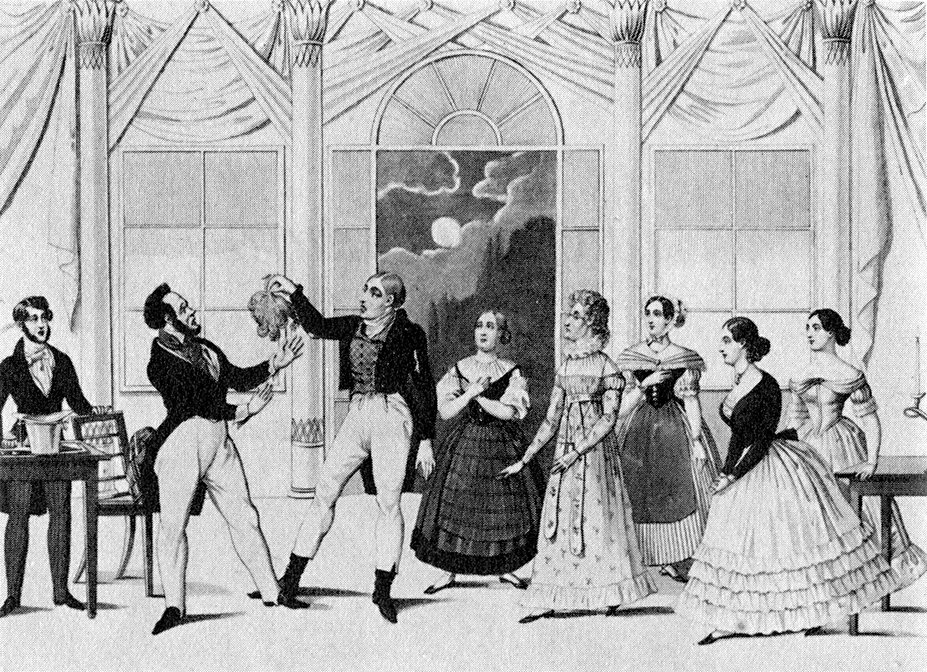
Der Talisman, 1840.

Han dado su nombre a una plaza en Viena: Nestroyplatz, y también una estación en la Línea 1 del Metro de Viena, que abrió en 1979. Cuando el Reichsbrücke tuvo que reconstruirse después de su caída en 1976, el concurso lo ganó un consorcio llamado Project Johann Nestroy. El nombre oficial del puente nuevo es probablemente Johann Nestroy Brücke, pero aún no parece haber sido adoptado formalmente.
El más importante premio de teatro en lengua alemana recibe su nombre. El «Premio Nestroy» es un premio que se entrega anualmente al Teatro alemán con categorías semejantes a las de los Óscar de Hollywood. Su ceremonia se celebra en Viena y se retransmite en vivo a través de la Televisión Nacional.

## Obra
Nestroy escribió alrededor de 80 obras cómicas en los años 1840 y años 1850. Entre las más importantes están las comedias burlescas Lumpacivagabundus, Liebesgeschichten und Heiratssachen, Der Talisman (adaptada luego en opereta Titus macht Karriere por Edmund Nick), Einen Jux will er sich machen y Der Zerrissene, todas las cuales están marcadas por la crítica social y una sátira mordiente. 
Alrededor de la mitad de las obras de Nestroy han sido revividas para la audiencia de habla alemana contemporánea y muchas son parte del repertorio vienés actual. Sin embargo, pocas han sido traducidas al inglés. Sólo una, Einen Jux will er sich machen, es conocida de los aficionados ingleses al teatro. Es interesante que se ha convertido en clásica más de una vez. Se adaptó por primera vez por Thornton Wilder en The Matchmaker (que más tarde se convirtió en el musical Hello, Dolly!) y luego consiguió éxito como la obra maestra cómica On the Razzle, que fue traducida por Stephen Plaice y adaptada por Tom Stoppard.